# Natalia Málaga
Natalia María Málaga Dibós (Lima, 26 de enero de 1964) es una exvoleibolista y entrenadora peruana. Fue elegida la mujer peruana más influyente del 2012.

## Biografía
Proveniente de una de las familias más tradicionales del país, hija de Manuel Málaga Bresani y nieta de Guillermo Málaga Santolalla, además fue sobrina nieta de la ex primera dama Clorinda Málaga de Prado. 
Por el lado materno es hija de Ida Dibós Chappuis, sobrina de Eduardo Dibós Chappuis, nieta de Eduardo Dibós Dammert y tataranieta de Juana Alarco Espinoza de Dammert.
Estudió en el Colegio Mater Purissima.Fue parte de la Selección femenina de voleibol del Perú que consiguió la medalla de plata en los Juegos Olímpicos de Seúl 1988. Actualmente es la entrenadora de la selección femenina juvenil del Perú.
Es la primera y única peruana en ganar dos medallas olímpicas: plata en los Juegos Olímpicos de Seúl 1988 como deportista, y de bronce en los Juegos Olímpicos Juveniles de Singapur 2012 como entrenadora. Además, es medallista mundial en tres ocasiones: plata en el Campeonato Mundial Juvenil de 1981 y en el Campeonato de Mayores de 1982, y bronce en el Campeonato Mundial de 1986 en Checoslovaquia.

## Carrera

### Jugadora
Mostrando un gran nivel de cara a lo que fue su participación en el Mundial Juvenil en el Perú, conquistó la primera Copa Panamericana Juvenil tras superar por tres sets a uno a República Dominicana. Con marcadores de 18-25, 29-27, 25-20 y 25-17, el conjunto patrio obtuvo una muy celebrada victoria en el coliseo Miguel Grau del Callao. En el primer set, el conjunto dominicano fue muy superior, y gracias a su contundencia en ataque se llevó rápidamente el parcial de 18-25, dejando mudos a los miles de espectadores que fueron al coloso porteño. Con el marcador en contra, las chicas de Natalia Málaga sacaron la garra y sobre la base de un gran juego colectivo, igualó el juego y tras luchas hasta el último punto equiparó el marcador tras quedarse con el segundo set por 29-27.A partir de ese momento, Perú mejoró en todo aspecto y fue muy superior a su rival, quedándose con los dos siguientes sets por 25-20 y 25-17, para ganar el partido por 3-1.En su camino al título, la selección peruana ganó los cinco partidos que jugó, perdiendo solo dos sets: El Salvador (3-0), Venezuela (3-0), México (3-0), Cuba (3-1) y República Dominicana (3-1).

#### Medalla de plata en Juegos Olímpicos de Seúl 1988
Este quizás es el momento de más alto nivel de la selección peruana y es el más alto lugar que haya podido alcanzar un deporte popular de este país. El equipo peruano combinaba la velocidad, técnica y disciplina oriental, con la agilidad propia de las peruanas. Incluso lograron el mejor promedio de bloqueo de los Juegos Olímpicos de Seúl 1988 con una talla muy debajo de la media mundial.
En la primera fase, Perú ganó Brasil, clásico rival sudamericano, por un contundente 3 a 0. Luego, vencerían a China, bicampeón mundial y campeón olímpico, en el quinto set por 16 a 14, luego de ir perdiendo 14 a 9. Casi lo mismo sucedería con Estados Unidos, que luego de ir ganando los dos primeros sets, perderían ante las sudamericanas por 3 a 2. Perú se clasificó a la semifinal contra Japón. En un partido muy reñido, Perú ganaría al equipo asiático por 3 a 2. Este triunfo llevó por primera vez a un equipo sudamericano a una final olímpica de voleibol. Perú se mediría en la final contra la Unión Soviética (URSS).
El partido final se jugó el 29 de septiembre. La URSS era un equipo experimentado, por su participación en varias finales olímpicas, y que contaba con jugadoras como Irina Smirnova y Valentina Ogienko, motivos por los cuales era el gran favorito. Sin embargo, Perú ganó fácilmente los dos primeros sets con excelentes actuaciones de Cecilia Tait, la mejor jugadora del torneo olímpico, Cenaida Uribe, Gabriela Pérez del Solar, Gina Torrealva y Rosa García, entre otras. En el tercer set, Perú ganaba por 12 a 6, y fue cuando el equipo soviético reaccionó, ganando los dos sets siguientes. La URSS comenzó jugando sólidamente el set definitivo, pero Perú reanudó un juego más tranquilo, empatando el marcador. La URSS obtendría el primer punto de partido, luego Perú tendría hasta en tres oportunidades el punto de partido, pero al final el equipo europeo ganaría por 17 a 15. Ya en Lima, la selección sería recibida con reconocimientos por parte del Estado y de la población.

#### Años 1990: El inicio de la decadencia
Luego de las olimpiadas de [1988], poco a poco el nivel de la selección peruana descendió. En el Mundial de China 1990, las peruanas obtendrían el sexto lugar, una lejana posición para aquellos resultados obtenidos años atrás. En ese mundial, cayó en primera ronda ante la URSS por 3-1, en cuartos de final cayó ante China por un contundente 3-0, y en su lucha por el quinto puesto derrotó a Japón 3-0 y cayó ante Corea del Sur por 3-1. En 1991, Perú perdería la final sudamericana contra Brasil, y en noviembre no se lograría clasificar a los Juegos Olímpicos de Barcelona 1992. Debía pelear el último cupo en la Copa del Mundo, donde solo pudo vencer a Corea del Sur, Canadá y España, y fue derrotado por la Unión Soviética y Japón en primera fase, y por China, Cuba y los Estados Unidos en segunda fase, por lo que obtuvo el quinto lugar en Japón. En 1993, Perú lograría su último campeonato sudamericano derrotando a Brasil por 3-1. Después de 1993, la selección peruana comenzó una etapa de crisis, Man Bok Park se retiró al igual que varias de las jugadoras. La selección juvenil obtuvo el cuarto lugar en el Mundial de Brasil 1993 y la selección de menores hizo lo mismo en el Mundial de Eslovaquia del mismo año. Sin embargo, a nivel de mayores, en el Mundial de Brasil 1994 y los Juegos Olímpicos de Atlanta 1996, Perú no ganó ni un partido. En 1999, Park regresó a la selección, aunque el resultado no varió.

#### Años 2000: Época de crisis
En los Juegos Olímpicos de Sídney 2000, Perú no logró ganar ningún partido. En el 2001, la Federación Peruana de Voleibol, a cargo de Víctor Manyari, se negó a convocar a elecciones y formalizar legalmente sus estatutos como mandaba la Ley del Deporte. En estas circunstancias, las Ligas Distritales de todo el país se reunieron y nombraron un nuevo directorio de la Federación, encabezado por la ex-voleibolista subcampeona mundial Carmen Pimentel. Esta directiva formalizó los estatutos de la federación, inscribió la personería jurídica en registros públicos y fue reconocida por el Instituto Peruano del Deporte. Lamentablemente la FIVB, siguiendo las directivas del presidente de la Confederación Sudamericana de Voleibol, el peruano Luis Moreno Gonzales, desconoció a esta directiva y el país fue sancionado e inhabilitado de participar en competencias internacionales hasta el 2003, año en que Perú volvería al escenario internacional, con un nuevo presidente en la confederación.

### Entrenadora
Luego del mal momento que pasó el Perú con el entrenador coreano en el pre-Mundial en Argentina, la entrenadora Natalia Málaga asumió bajo su control al equipo adulto del Perú y se vio su excelente trabajo al ganar el oro en los Juegos Bolivarianos, luego regresó para el Grand Prix de Voleibol de 2014 obteniendo victorias con lo que se ubicó en el puesto 16° de 28 equipos, el palmarés de Natalia Málaga como entrenadora es muy buena y los resultados serán alentadores para preparar a un equipo adulto sub-23. Luego de 13 meses a cargo de la dirección la selección adulta anunció su retiro siendo reemplazado por el brasileño Mauro Marasciulo.

## Resultados

### Premios individuales
- Premio DT como "Personaje Deportivo del Año" del Perú 2013

### Selección nacional

#### A nivel mayores
- 1980: 6.º puesto Juegos Olímpicos de Moscú.
- 1981:  "Subcampeona" Sudamericano de Santo André.
- 1982:  "Subcampeona" Campeonato Mundial de Perú.
- 1983:  "Tercera" Juegos Panamericanos de Caracas.
- 1983:  "Campeona" Sudamericano de São Paulo.
- 1984: 4.º puesto Juegos Olímpicos de Los Ángeles.
- 1985:  "Campeona" Sudamericano de Caracas.
- 1985: 5.º puesto Copa del Mundo de Japón.
- 1986:  "Tercera" Campeonato Mundial de Checoslovaquia.
- 1987:  "Subcampeona" Juegos Panamericanos de Indianápolis.
- 1987:  "Campeona" Sudamericano de Montevideo
- 1987:  "Campeona" Copa Japón 1987.
- 1988:  "Subcampeona" en los Juegos Olímpicos de Seúl 1988.
- 1988:  "Tercera" Top Four.
- 1989:  "Campeona" Sudamericano de Curitiba.
- 1989: 5.º puesto Copa del Mundo de Japón.
- 1990: 6.º puesto Campeonato Mundial de China.
- 1991:  "Tercera" Juegos Panamericanos de La Habana.
- 1991:  "Subcampeona" Sudamericano de São Paulo
- 1991: 5.º puesto Copa del Mundo de Japón.
- 1993:  "Campeona" Sudamericano del Cusco.
- 1994: 13.º puesto Campeonato Mundial de Brasil.
- 1997:  "Subcampeona" Sudamericano de Lima
- 1999:  "Tercera" puesto Sudamericano de Valencia.
- 1999: 10.º puesto Copa del Mundo de Japón.
- 2000: 11.º puesto Juegos Olímpicos de Sídney.
- 2003:  "Tercera" Sudamericano de Bogotá.

#### A nivel juvenil
- 1980:  "Campeona" Sudamericano Juvenil de Rancagua.
- 1981:  "Subcampeona" Mundial Juvenil de México.
- 1982:  "Campeona" Sudamericano Juvenil de Santa Fe.

#### A nivel menores
- 1980:  "Campeona" Sudamericano de Menores de São Paulo.

#### Como entrenadora
- 2010:  "Tercera" en los Juegos Olímpicos de la Juventud de Singapur.
- 2010:  "Subcampeona" Sudamericano Juvenil de Antioquia.
- 2011:  "Campeona" Copa Panamericana Juvenil de Callao.
- 2012:  "Subcampeona" Sudamericano Juvenil de Lima.
- 2012:  "Campeona" Sudamericano de Menores de Callao.
- 2013: "Cuarta" en el Campeonato Mundial de Menores de Tailandia